# يوسف كورتولوش
يوسف كورتولوش (بالتركية: Yusuf Kurtuluş)‏ هو لاعب كرة قدم تركي في مركز الوسط، ولد في 15 سبتمبر 1986 في أوف (بلدة) في تركيا. لعب مع آلتاي إزمير وأضنة دمير سبور وأوردو سبور ودينيزلي سبور وطرابزون سبور وعثمانلي سبور وغيرسون سبور وقونية سبور وقيصري إيرسيسبور ومعمورة العزيز سبور.

## وصلات خارجية
- يوسف كورتولوش على موقع اتحاد تركيا (لاعب) (الإنجليزية)
- يوسف كورتولوش على موقع قاعدة بيانات كرة القدم.إي يو (الإنجليزية)
- يوسف كورتولوش على موقع عالم كرة القدم.نت (الإنجليزية)